# Il più bel nome
Il più bel nome és una òpera en un acte, de prop de dues hores de durada, d'Antonio Caldara basada en un llibret del poeta Pietro Pariati. Va ser estrenada a Barcelona el 2 d'agost de l'any 1708. El palau de la Llotja de Mar va acollir el que es pot considerar com la primera representació operística de Catalunya i la primera d'una òpera italiana a la península Ibèrica.
Barcelona va oferir a l'arxiduc Carles d'Àustria i a Elisabet Cristina de Brunsvic-Wolfenbüttel l'estrena d'Il più bel nome com a regal de noces. L'arxiduc Carles d'Àustria en aquell moment residia amb la seva cort a la ciutat comtal, en plena guerra de successió a la corona d'Espanya. La figura de Carles III, proclamat rei per les corts catalanes l'any 1706, va representar una concepció de govern respectuosa amb la diversitat dels territoris i enfrontada, per tant, al centralisme uniformitzador de Felip V.
Carles d'Àustria va fer portar músics i compositor italians des de Viena per tenir òpera durant la seva estada a Barcelona. Al mateix lloc on es representà la primera vegada, s'hi tornà a representar tres-cents anys després, és a dir el 2008, dirigida per Francesc Bonastre.

## L'obra
L'òpera es va encarregar a l'italià Antonio Caldara, contemporani de Händel i Corelli i autor d'una consistent i variada producció.
Il più bel nome demana més varietat d'instruments que moltes òperes de, posem pel cas, Händel, i en fa un ús en tant que solistes molt remarcable. Aquesta voluntat de l'autor per la varietat sonora, fa que pràcticament cap ària sigui igual que una altra, ni pel que fa al timbre ni al seu caràcter, i que l'obra ens aporti una novetat constant afegida a la del mateix fil argumental.
És una òpera de tema mitològic, amb deesses i herois, que es desenvolupa als Camps Elisis i que conté referències al riu i a la terra de l'Ebre, i que té l'estructura característica d'aquest període en la qual s'alternen recitatius i àries da capo. Hi intervenen cinc personatges, un cor i una orquestra de cambra.
L'obra no havia estat representada des d'aquell estiu de 1708 fins que l'any 2006, amb la direcció musical de David Magrané, i l'escènica de Josep M. Mestres, amb el Cor Ciutat de Tarragona i la Jove Orquestra de Cambra de la Ribera d'Ebre, i la producció de Drama9 i l'Ajuntament de Tarragona, es va tornar a representar al Teatre Metropol d'aquesta ciutat, a partir del manuscrit conservat al Conservatori de Brussel·les.

## Argument
Als Camps Elisis, Venus i Paris conversen sobre l'amor. Venus li explica les dues classes d'amor: l'amor veritable, el que dura per sempre, i l'altre, que s'inflama molt ràpid però s'acaba aviat.
Hèrcules i Juno s'indignen perquè Venus compara la bellesa amb el sol i s'esforcen a fer veure com n'és d'efímera, la bellesa, i que gran és la virtut i la justícia. La discussió puja de to. Les deesses deleguen en els herois la defensa dels seus arguments, sense aconseguir cap resultat.
Apareix el Fat demanant calma i erigint-se en àrbitre de la contesa. Llavors, anuncia que hi ha una Deessa més sublim que les allí presents.
Davant la insistència, el Fat desvela que el nom esperat és Elisa. Explica que regna "on l'Ebre fa el seu curs". Tots reconeixen la gran sort dels qui habiten aquella terra. Les deesses i els herois, convençuts de les virtuts de la nova reina, es consagren a Elisa. El Fat convoca tothom a festejar–ne el nom i vaticina que la unió d'Elisa amb Carles serà fructífera.